# 東港郡
東港郡（とうこうぐん）は、日本統治時代の台湾に存在した行政区画の一つであり、高雄州に属した。

## 概要
東港街、新園庄、万丹庄、林辺庄、佳冬庄、琉球庄の1街5庄を管轄し、郡役所は東港街に置かれた。郡域は現在の屏東県東港鎮、新園郷、崁頂郷、万丹郷、林辺郷、南州郷、佳冬郷、琉球郷に当たる。
1945年3月に重慶国民政府が策定した台湾接管計画綱要地方政制により郡域をもって東港県とする案があったが、政制の廃止により計画は消滅した。

## 歴代首長

### 郡守
- 新館謹次郎[1]
- 宇都宗一[2]
- 長谷川録郎[3]
- 高橋亮三[4]
- 樋口要司[5]
- 谷義廉[6]：1932年4月[7] -
- 松岡清[8]
- 瀧田重勇[9]
- 徳重種彦[10]：1939年[11] -
- 吉津新蔵[12]：1942年5月[13] -